# Paul Reynaud
Paul Reynaud (Barcelonnette, 15 oktober 1878 - Neuilly-sur-Seine, 21 september 1966) was een Frans politicus. Hij was premier van Frankrijk in 1940, toen de Duitse legers Frankrijk onder de voet liepen.

## Voor de Tweede Wereldoorlog
Da familie van Paul Reynaud kwam uit Saint-Paul-sur-Ubaye, een dorp niet ver van Barcelonette, waar zijn grootvader nog burgemeester was geweest. Zoals nogal wat mensen in de streek van Barcelonette was zijn vader een tijd uitgeweken naar Mexico waar hij fortuin had gemaakt in de textielindustrie.
Hij studeerde eerst aan de École des hautes études commerciales de Paris en vervolgens rechten aan de Sorbonne. Hij werd advocaat en ging later in de politiek.
In 1919 werd hij voor zijn geboortestreek Basses-Alpes (de huidige Alpes-de-Haute-Provence) verkozen in de Franse Kamer van afgevaardigden. Hij behoorde toen tot het Bloc national, een brede coalitie van rechtse en centrumpartijen. In 1924 verloor hij die zetel, maar in 1928 keerde hij in de Kamer terug als afgevaardigde van Parijs, wat hij tot 1940 zou blijven. Hij was al die tijd lid van de centrumrechtse Alliance démocratique en werd ook ondervoorzitter van deze partij. Hij kreeg bekendheid als specialist in financiële kwesties.
Hij trad toe tot enkele van de vele kortstondige Franse regeringen, achtereenvolgens als minister van Financiën (1930), Koloniën (1931-1932) en Justitie (1932).
In de jaren 30 behoorde Reynaud tot de minderheid onder de Franse politici die meenden dat de opkomst van Nazi-Duitsland tot oorlog zou leiden. Hij was een van de weinigen die door kolonel Charles de Gaulle overtuigd werd dat het Franse leger diepgaand hervormd moest worden om het hoofd te bieden aan die dreiging. Hij was voorstander van een sterke alliantie aan met het Verenigd Koninkrijk, en - hoewel anticommunist - van betere relaties met de Sovjet-Unie.
Reynauds opvattingen daarover botsten tegen die van zijn eigen partijvoorzitter Pierre-Etienne Flandin, die een toenadering tot Duitsland wilde.
In april 1938 trad hij toe tot kabinet van de radicaal Edouard Daladier als minister van Justitie, een portefeuille die hij in november van dat jaar verwisselde voor Financiën. In die laatste functie nam hij harde, rechtse maatregelen, zoals de devaluatie van de munt, belastingverhogingen en forse besparingen, terwijl tegelijk de uitgaven voor bewapening fors stegen. Hij maakte enkele hervormingen van de vorige linkse volksfrontregering ongedaan, vooral de 40-urige werkweek. Dit veroorzaakte een algemene staking maar de regering gaf niet toe en liet bezette fabrieken met geweld ontruimen.

## Tweede Wereldoorlog
“Wij zullen overwinnen omdat wij de sterksten zijn;” verklaarde Reynaud bij het uitbreken van de Tweede Wereldoorlog in 1939. Achteraf zei hij dat hij daarmee bedoelde dat het om een wereldoorlog ging, die Duitsland, net als de Eerste Wereldoorlog, op lange termijn alleen kon verliezen. 

### Het begin van de regering Reynaud
Op 21 maart 1940, een paar dagen nadat de regering Daladier was gevallen, werd Reynaud tot minister-president (Président du Conseil) benoemd. Hij gaf zichzelf de portefeuille van Buitenlandse Zaken, maar hij moest aanvaarden dat zijn voorganger Daladier minister van Defensie bleef, hoewel hij het oneens was met diens aanpak van de oorlogvoering. Reynauds regering ontving weinig steun van de rechterzijde, waartoe hijzelf werd gerekend. Velen van rechts beschouwden de Sovjet-Unie en niet Duitsland als de echte vijand.  Hij kreeg alleen dankzij de socialisten het vertrouwen van de Kamer.
Als groot verdediger van het bondgenootschap met Engeland ondertekende Reynaud al meteen, op 28 maart, een gemeenschappelijk verklaring met zijn Britse collega Neville Chamberlain dat geen van beide landen een afzonderlijke vrede zou sluiten.
In april zonden Frankrijk en Groot-Brittannië troepen naar Noorwegen, om daar een Duitse invasie het hoofd te bieden. Toen Britten en Fransen zich steeds verder moesten terugtrekken, kwamen hun beide regeringen in moeilijkheden. Op 9 mei diende Reynaud zijn ontslag in, maar trok dat ontslag meteen weer in toen op 10 mei de Duitse aanval in West-Europa begon.

### De slag om Frankrijk
Op 15 mei 1940, vijf dagen na het begin van de Duitse invasie, vertelde Reynaud zijn nieuwe Britse collega Winston Churchill, die hem net was komen opzoeken “We zijn verslagen, we hebben de slag verloren. Het front is doorbroken nabij Sedan”. Tot verbazing van Churchill bleek het Franse leger niet in staat de aanval tegen te houden.
Reynaud wilde het echter niet opgeven. Enkele dagen later verving hij generaal Maurice Gamelin als opperbevelhebber door de meer energieke generaal Maxime Weygand. Hij nam nu zelf de portefeuille van Defensie over en benoemde de oude, zeer gerespecteerde maarschalk van Frankrijk Philippe Pétain tot vicepremier. Een paar dagen later werd kolonel Charles de Gaulle (kort daarop bevorderd tot generaal) onderstaatssecretaris voor Defensie.
Toen het Belgische leger onder bevel van koning Leopold III op 28 mei capituleerde, beschuldigde Reynaud in een felle radiotoespraak de koning ervan zich te hebben overgegeven zonder de bondgenoten te verwittigen. Dat was onjuist. Mogelijk wilde Reynaud de schuld voor een komende Franse nederlaag op de Belgen afwimpelen, of hij was niet goed van de situatie op de hoogte. Door zijn toespraak ontstond een vijandigheid jegens de vele Belgische vluchtelingen in Frankrijk.
Vanwege het oprukken van de Duitsers verliet de Franse regering Parijs op 10 juni en week uit naar Tours. In de daaropvolgende dagen had Reynaud nog een paar ontmoetingen met Churchill. Hij twijfelde eraan of Frankrijk de strijd kon voortzetten. De Duitse legers drongen immers steeds verder in Frankrijk door. Maar zijn goede contacten met de Britten werden bemoeilijkt omdat Churchill weigerde de Britse luchtmacht volledig in te zetten in de gevechten in Frankrijk.
Toen de Franse regering zich op 13 juni in Bordeaux vestigde, was ze zwaar verdeeld over wat er verder moest gebeuren. Reynaud wilde naar Noord-Afrika uitwijken om vanuit het Frans koloniaal rijk de strijd voort te zetten aan de zijde van de Britten.  Pétain vond dat de regering Frankrijk niet mocht verlaten en zei dat hij in elk geval zou blijven. Weygand vond het oneervol dat het achtergebleven Franse leger zich zou moeten overgeven, zoals een maand eerder in Nederland was gebeurd, en eiste dat de regering een wapenstilstand zou sluiten.
In de Franse ministerraad was hiervoor geen eensgezindheid te vinden. De meeste ministers aarzelden. Reynaud werd ook tegengewerkt door zijn eigen maîtresse, gravin Hélène de Porthes, die voortdurend in zijn omgeving was en achter zijn rug pleitte voor het opgeven van de strijd.
Op 16 juni 1940 lanceerde Jean Monnet, hoofd van een Brits-Frans coördinatiecomité in Londen, een noodplan. Frankrijk en Groot-Brittannië zouden zich verenigen tot Frans-Britse unie, met één gemeenschappelijke regering en een bundeling van alle strijdkrachten gebundeld. Dat zou Frankrijk in staat stellen door te vechten, zelfs als het grondgebied bezet werd. Churchill ging akkoord en de Gaulle, die zich die dag in Londen bevond, gaf het telefonisch aan Reynaud door.
Toen Reynaud die avond - 16 juni - dit plan aan de ministerraad in Bordeaux voorstelde, waren de reacties eerder negatief.  Hoewel het niet duidelijk werd hoeveel ministers hem al dan niet steunden, diende Reynaud, ontmoedigd en uitgeput, diezelfde avond zijn ontslag in. Meteen daarop vroeg de Franse president Albert Lebrun aan maarschalk Pétain om een nieuwe regering te vormen. Reynaud zou later ontkennen dat hij Lebrun geadviseerd had de maarschalk tot zijn opvolger te benoemen.
De nieuwe premier verklaarde meteen dat hij een wapenstilstand met de Duitsers wilde sluiten.  De dag nadien vroeg de Britse generaal Edward Spears, de verbindingsofficier met de Britse regering, Reynaud om naar Londen te gaan om daar de strijd voort te zetten. De ontmoedigde Reynaud weigerde, maar stemde in dat generaal de Gaulle naar Londen zou gaan en gaf hem een flink pak geld mee waar hij als demissionair premier over beschikte.

### Gevangen
Reynaud weigerde een aanbod van Pétain om ambassadeur in Washington te worden. Nog geen twee weken na zijn ontslag, op 26 juni werden hij en zijn maîtresse het slachtoffer van een auto-ongeval. Gravin de Porthes werd daarbij op slag gedood, Reynaud raakte gewond.
Hij herstelde van zijn wonden in zijn geboortestad Barcelonette toen hij onder bewaking van de gendarmerie werd geplaatst. Pétain wilde voorkomen dat hij vooralsnog toch naar Engeland zou uitwijken.
Op 22 september 1940 werd hij gearresteerd en samen met andere verantwoordelijken van het parlementaire regime, zoals Daladier en Léon Blum en ook generaal Gamelin, opgesloten in het kasteel van Chazeron in de Puy-de-Dôme, en later naar een fort in de Pyreneeën gebracht.
In februari 1942 voerde het Vichy-regime tegen de gevangenen het proces van Riom, waarin ze werden verantwoordelijk gesteld voor de Franse nederlaag van 1940. De beklaagden wisten zich echter goed te verdedigen en het proces werd zonder gevolg stopgezet, maar ze bleven opgesloten.
Toen de Duitsers in november de vrije zone in Frankrijk bezetten, werd Reynaud door de Gestapo naar het concentratiekamp Sachsenhausen gevoerd.  In mei 1943 werd hij overgebracht naar Schloss Itter nabij Wörgl in Oostenrijk, waar ook Daladier, Gamelin en Weygand werden opgesloten. De hooggeplaatste gevangenen brachten de rest van de oorlog in vrij comfortabele omstandigheden op het kasteel door. In de nacht van 4 mei op 5 mei 1945 werden ze bevrijd door een groep soldaten van de Wehrmacht en het Amerikaanse leger, tijdens de enige strijd in de Tweede Wereldoorlog waarbij de twee kanten zij aan zij vochten.

## Latere carrière
Gedurende de hele Vierde Republiek (1946-1958) zetelde Paul Reynaud in de Nationale Vergadering als afgevaardigde van het departement Nord. Hij behoorde toen tot de rechtse partij Centre National des Indépendants et Paysans (CNI).
Hij was minister van Economie en Financiën in het kortstondige kabinet Marie (1948) en minister van Staat in het even kortstondige tweede kabinet Queille (1950). In 1953 probeerde hij tevergeefs zelf een regering te vormen en hij werd daarop vicepremier in het kabinet Laniel (1953-1954).
Reynaud ijverde toen voor de Europese eenwording. Hij speelde een rol op het Congres van Den Haag in 1948 waar de Raad van Europa zou uit ontstaan. Hij verdedigde de plannen voor oprichting van de Europese Gemeenschap voor Kolen en Staal en de Europese Defensiegemeenschap.
Reynaud steunde in 1958 de terugkeer van Charles de Gaulle aan de macht. Hij was voorzitter van het Constitutioneel Consultatief Comité, dat een belangrijke rol speelde in de opstelling van de grondwet van de Vijfde Republiek. Hij werd meteen daarop verkozen in de eerste Nationale Vergadering van de Vijfde Republiek. Kort daarop verliet hij het CNI omdat die partij het niet eens was met het recht op zelfbeschikking voor Algerije.
Toen president de Gaulle in 1962 bekendmaakte dat hij een referendum zou houden over de invoering van rechtstreekse presidentsverkiezingen, brak Reynaud met hem. Hij noemde dit een schending van de grondwet en diende een motie van wantrouwen tegen de gaullistische regering in. De Gaulle ontbond toen het parlement en in de verkiezingen die daarop volgden, verloor Reynaud zijn zetel.
Reynaud zou zich niet meer verzoenen met de Gaulle. Bij de presidentsverkiezingen van 1965 steunde hij eerst de centrumkandidaat Jean Lecanuet, en in de tweede ronde de linkse kandidaat François Mitterrand.
Toen hij het jaar daarop, in 1966, overleed, kreeg hij geen staatsbegrafenis.

## Privé
Paul Reynaud was in 1912 getrouwd met Jeanne Henri-Robert (1893-1983), de dochter van een befaamd advocaat, met wie hij een dochter had. Tijdens de Tweede Wereldoorlog (ze waren toen al gescheiden) werd ze opgesloten omdat ze een joodse had verborgen. Ze kreeg postuum de titel "Rechtvaardige onder de Volkeren". Reynaud was van plan geweest te trouwen met Hélène de Portes (1902–1940), met wie hij al enkele jaren samenwoonde, maar zij stierf in een auto-ongeluk. Hij hertrouwde in 1949 met Christiane Mabire (1913–2002), met wie hij drie kinderen kreeg.